# Alenina Lhota
Alenina Lhota je malá vesnice, část města Jistebnice v okrese Tábor v Jihočeském kraji. Nachází se asi 4,5 kilometru severně od Jistebnice. Alenina Lhota leží v katastrálním území Cunkov o výměře 3,45 km².

## Název
Dřívější používaný název vesnice je Alínova, Alinova, Alenova Lhota. Ve 14. století a 15. století Hořejší, Drkulova Lhota, Lhota pod Ostrým. 

## Historie
První písemná zmínka o vesnici pochází z roku 1379, kdy je připomínána jako příslušenství hradu Příběnice. V roce 1380 patřila ves k Jistebnici. Později se stala součástí statku Jetřichovice. Jméno Alenina Lhota je poprvé uvedeno v zápisech berní ruly v roce 1654. Byly zde vedené tři selské grunty osazené a jen pustý.

## Obyvatelstvo
| Rok            | 1869 | 1880 | 1890 | 1900 | 1910 | 1921 | 1930 | 1950 | 1961 | 1970 | 1980 | 1991 | 2001 | 2011 | 2021 |
| -------------- | ---- | ---- | ---- | ---- | ---- | ---- | ---- | ---- | ---- | ---- | ---- | ---- | ---- | ---- | ---- |
| Počet obyvatel | 57   | 57   | 50   | 47   | 44   | 51   | 45   | 35   | 26   | 16   | 10   | 7    | 7    | 10   | 3    |
| Počet domů     | 7    | 8    | 8    | 8    | 8    | 8    | 8    | 8    | 8    | 6    | 4    | 6    | 8    | 7    | 7    |

## Obecní správa
Při sčítání lidu v letech 1850–1959 Alenina Lhota byla osadou obce Jetřichovice v okrese Sedlčany. Od roku 1960 je částí města Jistebnice v okrese Tábor.

## Pamětihodnosti
- Ve vesnici se nachází kamenná žulová zvonice s prosklenou nikou a s obrázkem světice. Mezi nikou a zvonem je vytesaný tento nápis: LETA PÁNĚ 1900. [4]
- V těsném sousedství zvoničky je umístěný zdobný kamenný kříž. Kříž nese dataci 1900.[4]
- Ve vesnici se dochovaly roubené a zděné stavby lidové architektury. Usedlost čp. 5 U Burdů se nachází u silnice na Cunkov. Jedná se o trojdílnou roubenou stavbu, krytou obnovenou doškovou střechou. V zahradě se nalézá roubená sýpka na vysoké zděné podezdívce.[4] Usedlost čp. 2 se nachází u silnice na Jistebnici. Protější zděný dům čp. 1 má obnovenou šindelovou střechu. Dům čp. 4 pochází z počátku 20. století.[4]

## Galerie

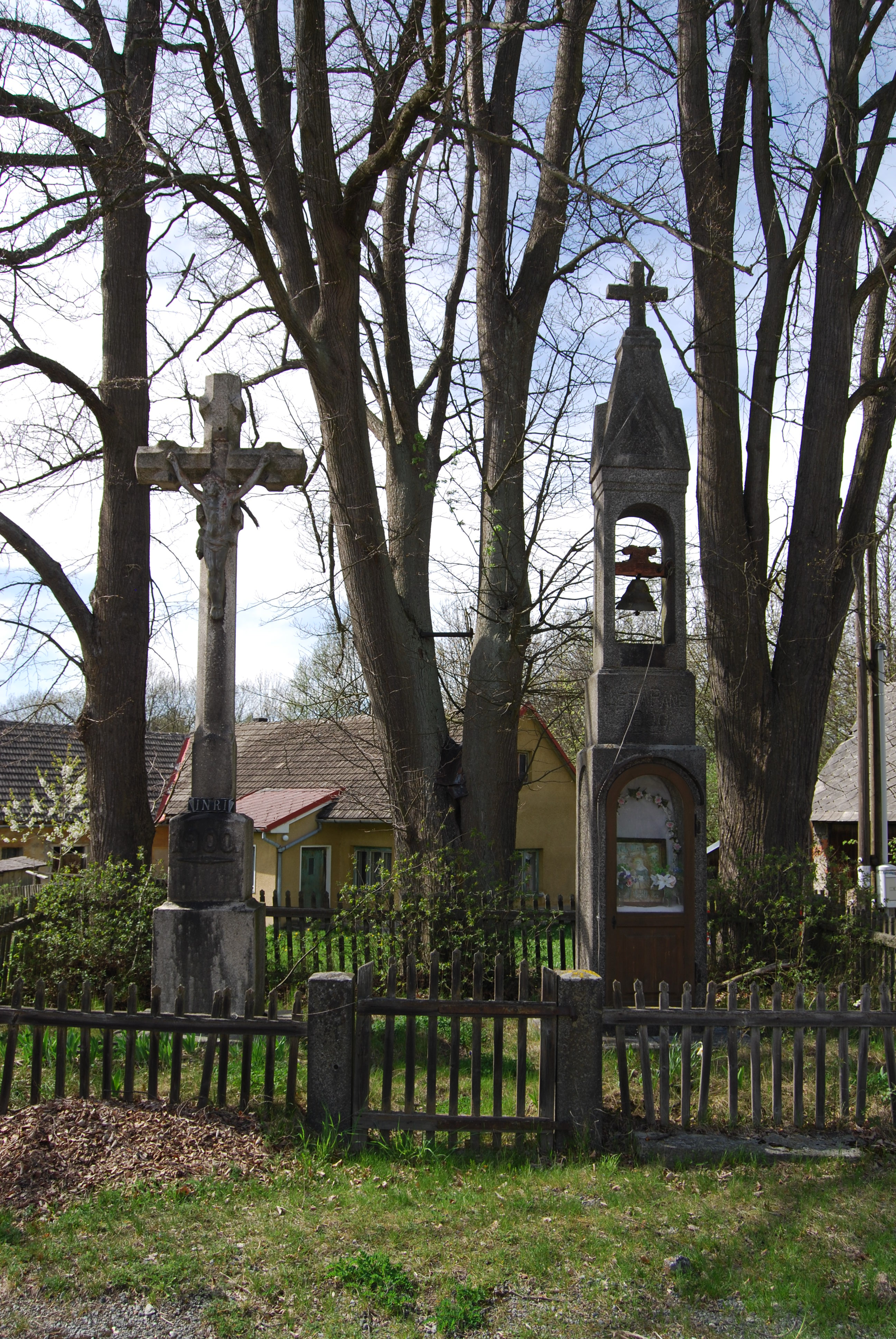
Stavení
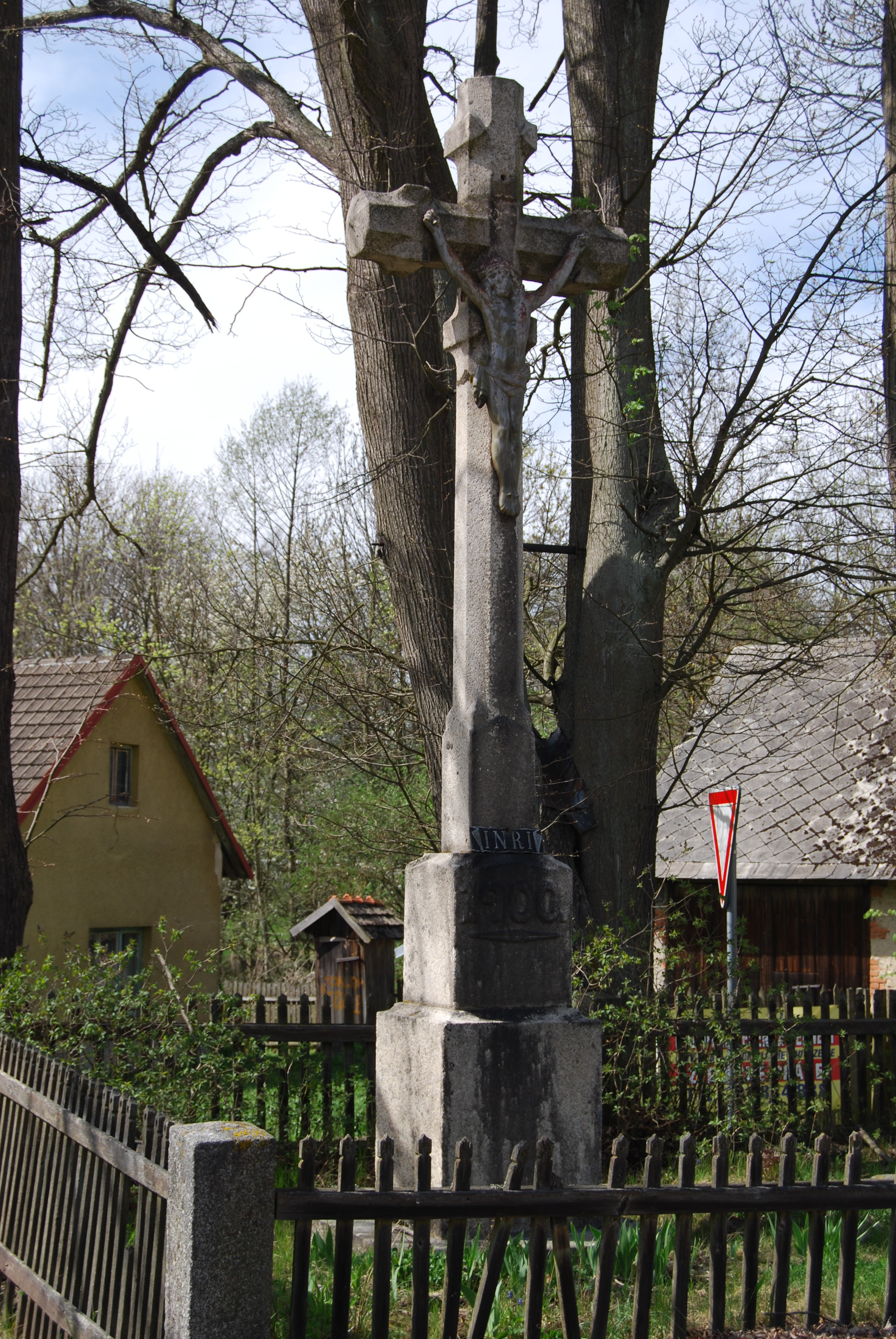
Detail kříže
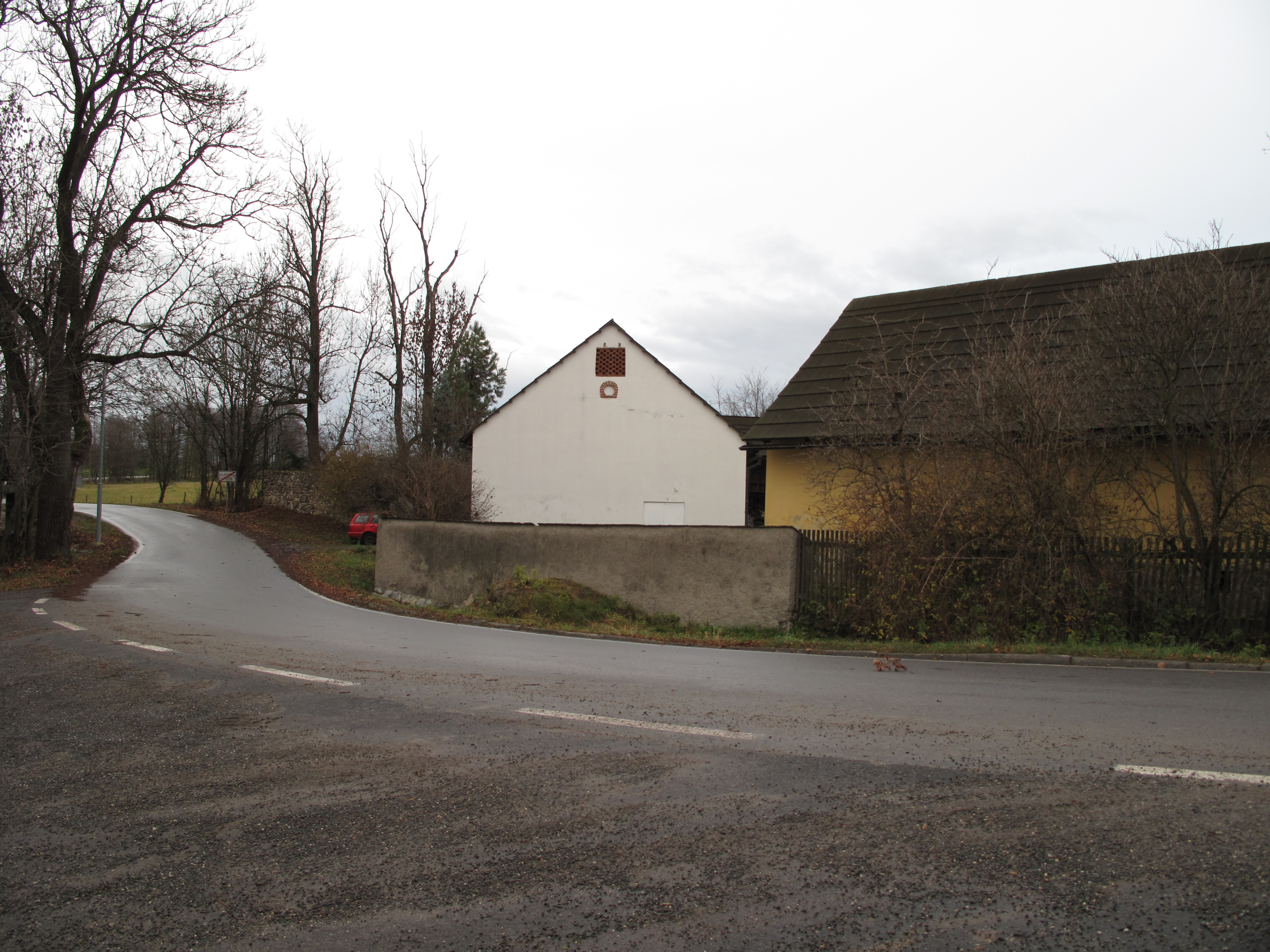
Dům
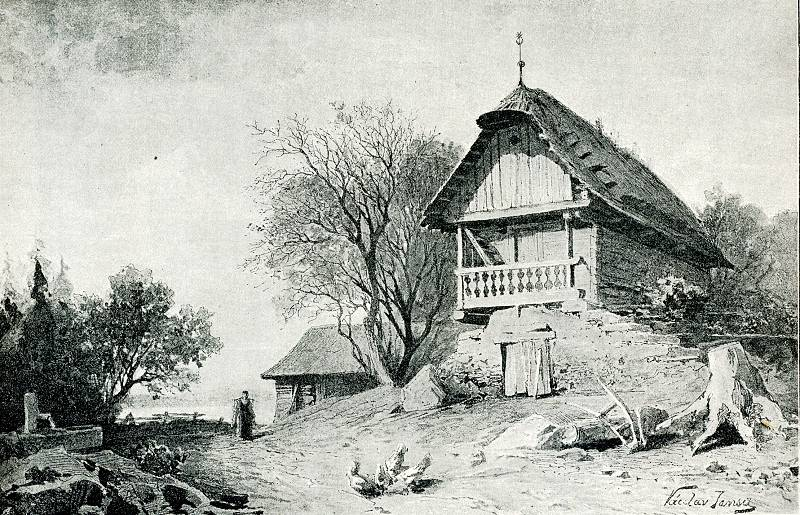
Selský dvůr 1891
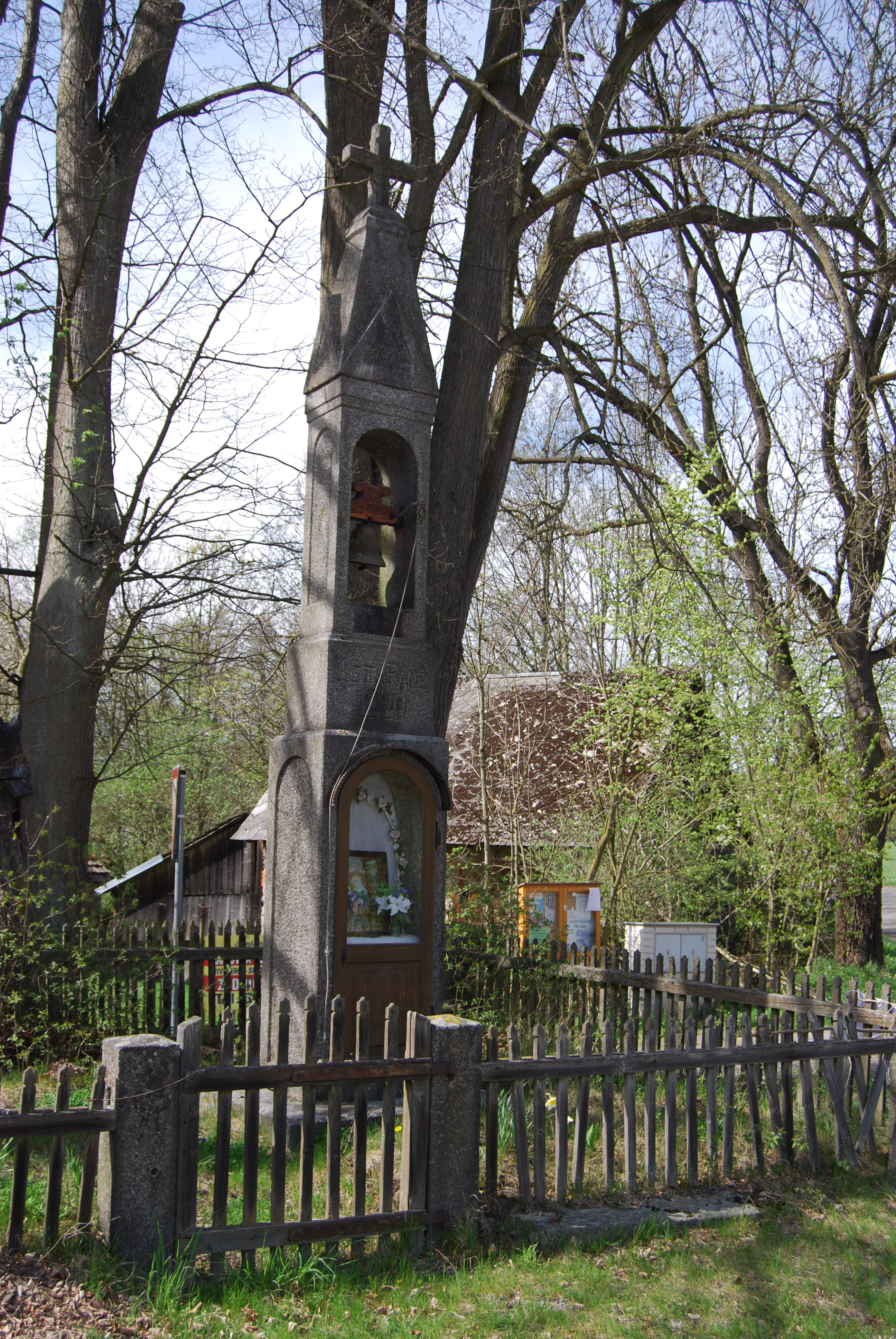
Zvonice 1900